# Bateria (film)
Bateria (ang. The Battery) – niezależny amerykański horror z 2012 roku w reżyserii Jeremy'ego Gardnera. Gardner wystąpił też w filmie w jednej z ról głównych, u boku Adama Cronheima. Zdjęcia kręcono w stanie Connecticut.
Swoją limitowaną premierę projekt odnotował w październiku 2012 roku, dopiero 4 czerwca 2013 wydano go do szerokiej dystrybucji, w systemie VOD. The Battery wyświetlano na festiwalach filmowych dookoła świata, w Polsce produkcja prezentowana była widzom warszawskiego Black Bear Filmfest w grudniu 2013. Krytycy wydali obrazowi pozytywne recenzje.

## Opis fabuły
Dwóch byłych baseballistów przemierza drogi Nowej Anglii, która jest opanowana przez zombie.

## Obsada
- Jeremy Gardner − Ben
- Adam Cronheim − Mickey
- Niels Bolle − Jerry
- Alana O'Brien − Annie
- Jamie Pantanella − Egghead
- Larry Fessenden − Frank
- Kelly McQuade − Laura

## Nagrody i wyróżnienia
| Festiwal filmowy/gala                           | Nagroda                                                                             |
| ----------------------------------------------- | ----------------------------------------------------------------------------------- |
| Buenos Aires Rojo Sangre                        | najlepszy film                                                                      |
| Imagine Film Festival                           | nagroda audiencji                                                                   |
| Dead by Dawn                                    | nagroda audiencji                                                                   |
| Toronto After Dark Film Festival                | nagroda audiencji (złoto), najlepszy scenariusz, najlepsza muzyka, najlepszy poster |
| Festival Mauvais Genre                          | nagroda audiencji                                                                   |
| Fantaspoa                                       | najlepszy film o zombie                                                             |
| Amsterdam Fantastic Film Festival               | Silver Scream                                                                       |
| Sitges − Catalonian International Film Festival | najlepszy film fabularny (nominacja)                                                |
| Fangoria Chainsaw Awards                        | najlepszy film wąsko dystrybuowany (nominacja)                                      |